# Dace Akmentiņa
Dace Akmentiņa, née Doroteja Šteinberga, le 3 juillet 1858 à Kreis Bauske (en) dans l'Empire russe, est une actrice lettone, considérée comme l'une des premières stars du théâtre de son pays, où elle se produit, pour la dernière fois en 1922. Issue d'une famille pauvre, elle fréquente l'école pendant 3 ans. Dès 1875, Akmentiña vit à Riga. Elle y travaille au théâtre et chante dans un chœur, mais elle est également couturière. Son premier rôle est celui de Vana, en 1886, dans l'opéra Une vie pour le tsar de Mikhaïl Glinka. Ce rôle lui permet de lancer sa carrière d'actrice. Sa carrière décline à partir de 1914. À son apogée, elle est considérée comme une icône de la période de l'Art nouveau.
Elle meurt à Riga, le 16 mars 1936.